# 潔首連鰭唇魚
潔首連鰭唇魚，為輻鰭魚綱鱸形目隆頭魚亞目隆頭魚科的其中一種，分布於中太平洋東部的下加利福尼亞海域，棲息深度12-15公尺，體長可達14.5公分，棲息在沙底質海域，生活習性不明。